# Lijnbaansgracht 219
Lijnbaansgracht 219 is een gebouw in Amsterdam-Centrum en dient tot onderdak van het Politiebureau Lijnbaansgracht.
In de jaren zeventig kwamen twee politiebureaus in de omgeving van het Rembrandtsplein en het Leidseplein in aanmerking voor vervanging. Ze werden beide te krap. Er werd besloten om een nieuw politiebureau te bouwen dat de uitgebreide vraag aankon. Een aantal jaren daarvoor vertrok een melkfabriek uit de binnenstad en die liet een leeg complex achter. De gebouwen waren in matige staat, op een sierlijke erker na die ooit de hoek Lijnbaansgracht/Leidsegracht sierde. Na sloop van de gebouwen in januari 1975 diende het terrein nog even als openbare parkeerplaats. Het ontwerp werd geleverd door de Dienst der Publieke Werken. Op dat moment was daar als architect werkzaam Anna Clasina van Hattem. Zij ontwierp ook de Sporthallen Zuid op het IJsbaanpad, de Pedagogische Academie aan de Prinses Irenestraat en een aantal wooncomplexen aan bijvoorbeeld Beemsterstraat en Ingelandenweg. In december 1977 werd het politiebureau officieel geopend door de commissaris van de Koningin. Al daarvoor was een arrestante in een van cellen overleden.
Het politiebureau werd een van de drukste in de stad; ze bestreek het uitgangsgebied tussen Amstel, Singelgracht, Rozengracht en Kostverlorenvaart. Het bureau werd tevens voorzien van een cellencomplex in het souterrain. Het gebouw kostte circa 8.000.000 gulden, een gezamenlijke investering van gemeente en rijk. Aan de buitengevel hangt een metershoge plastiek van Harry Karssen (1933-2004).  
In 1984 moest het gebouw tijdelijk dicht; er was een vlooienplaag. Gerard Toorenaar was enige tijd districtchef aan die bureau.

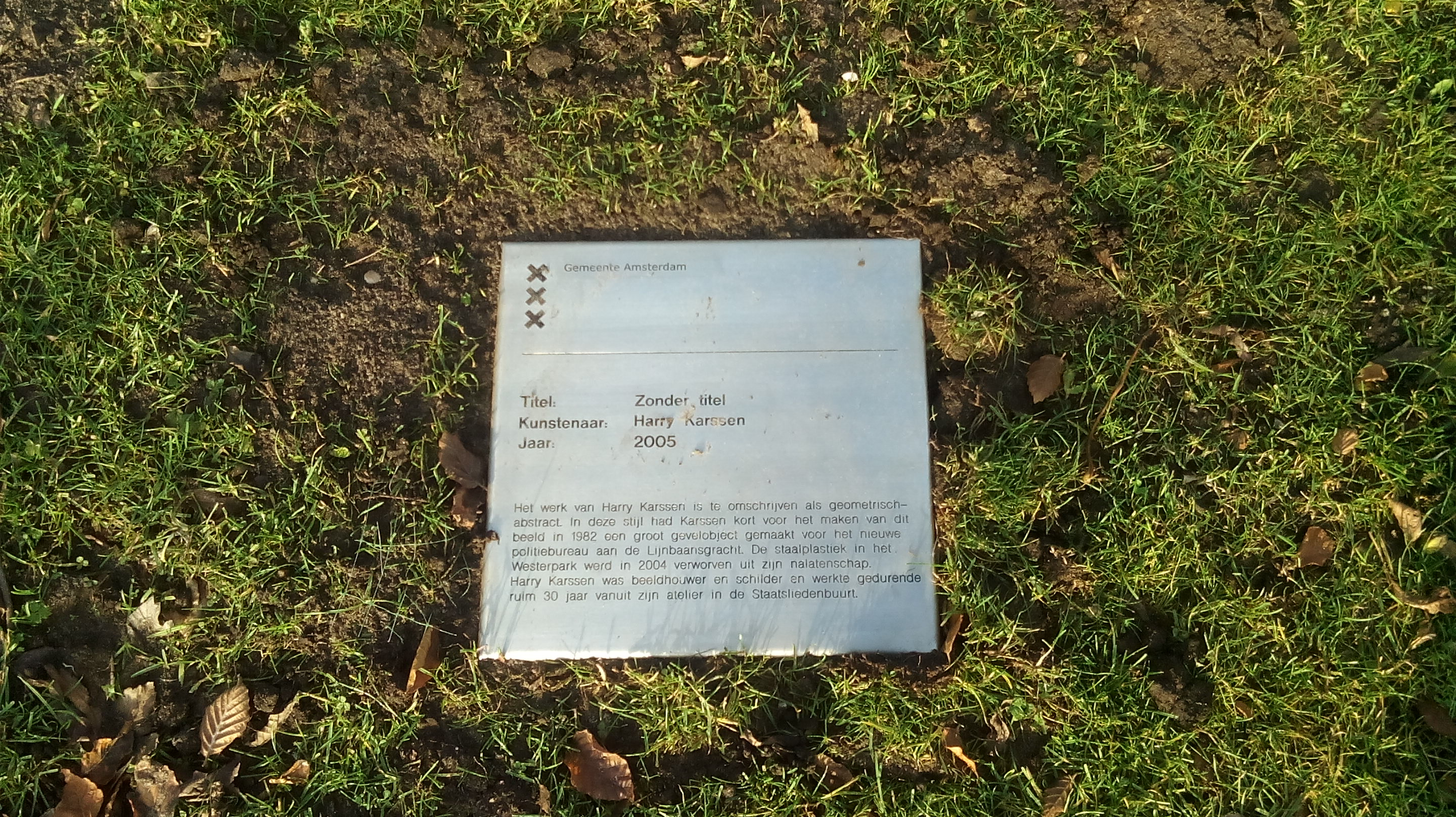
Gedenkplaat voor Harry Karssen met mededeling over Lijnbaansgracht

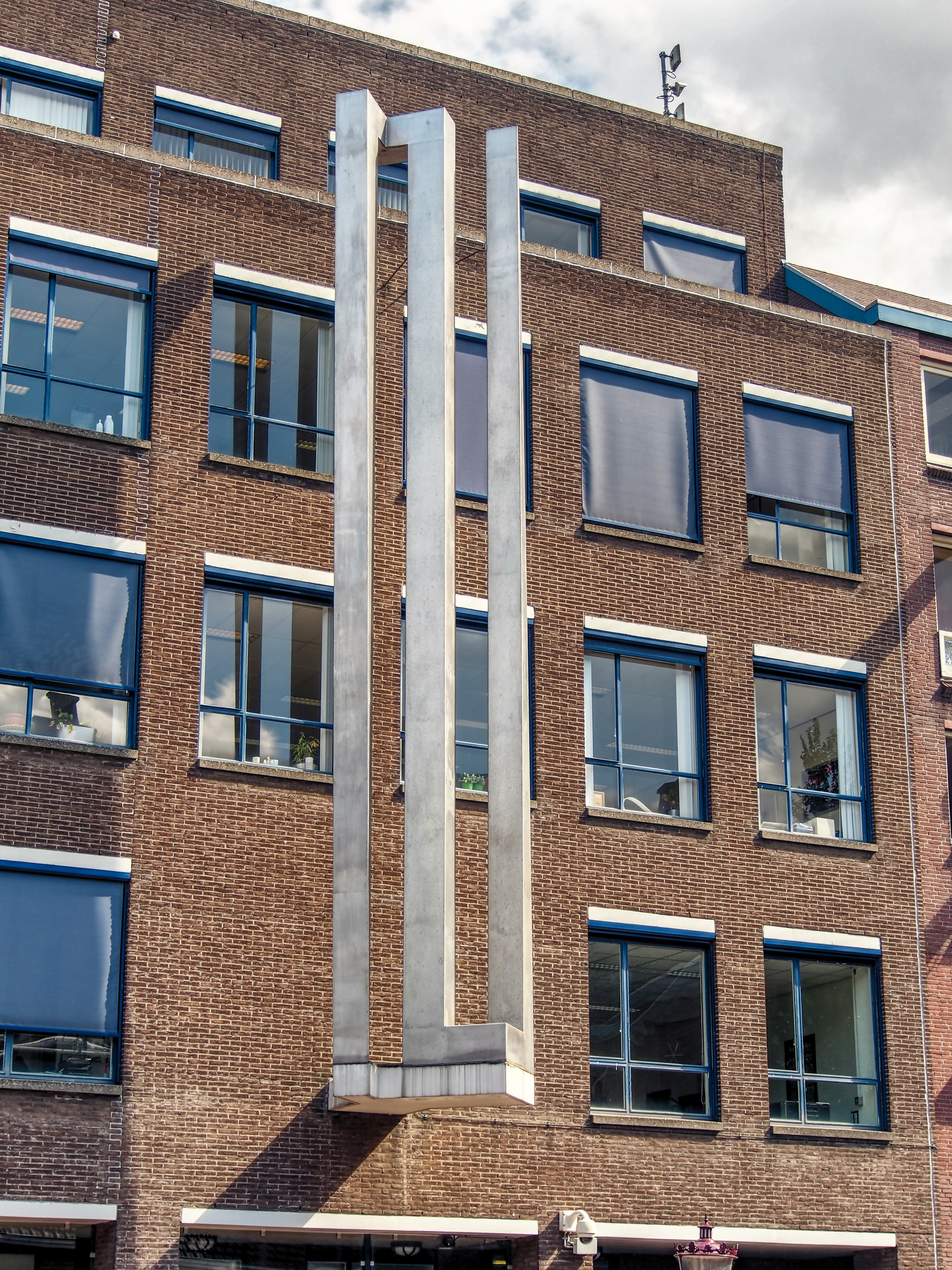
Plastiek van Harry Karsen